# Orasema argentina
Orasema argentina is een vliesvleugelig insect uit de familie Eucharitidae. De wetenschappelijke naam is voor het eerst geldig gepubliceerd in 1933 door Gemignani.